# Facundo Rodríguez
Facundo Santiago Rodríguez Fábregas (ur. 26 lutego 2000 w San Martín) – argentyński piłkarz pochodzenia włoskiego występujący na pozycji środkowego obrońcy, od 2023 roku zawodnik ekwadorskiego LDU Quito.